# RV الثور
نجوم RV الثور RV-Tauri Stars
هي نجوم تتغير في نصف دورة منتظمة طولها من 30 يوم إلى 150 يوم, ويبلق متوسط مقدار التغيير من 0. 3 إلى 1.8 قدرا, يتميز المنحنى الضوئي لنجوم RV الثور بوجود موجة مزدوجة يتبدل فيها حضيض اللمعان من عميق إلى ضحل, ويحدث أحياناً اختفاء الاختلافات بين نهايات اللمعان الصغرى, وعلى فترات غير منتظمة يمكن أن يحدث تبديل مفاجئ بين النهايتين الصغريين الرئيسية والجانبية, بيحيث يبدو التغيير الضوئي مزاحاً بمقدار نصف دورة, كذلك يمكن أن يقاس متوسط لمعان النجم من تأرجحات دورية حتى 3 أقدار ومثل هذه الدورات موجودة فوق التأرجح الدوري الأصلي في اللمعان, وتبلغ أطوالها من 625 إلى 1360 يوماً, ومن المحتمل أن يكون حدوث التغيير الضوئي سببه النبض, أي عن طريق تغيير نصف قطر النجم, ونجوم RV الثور هي من فوق العمالقة ويتراوح نوعها الطيفي من F حتى K.
المصدر:الموسوعة الفلكية